# ریمنی
ریمنی (به انگلیسی: Rhymney) یک شهرک در ولز است که در شهرستان مستقل کرفیلی واقع شده‌است. ریمنی ۸٬۸۴۵ نفر جمعیت دارد.